# Мертесхајм
Мертесхајм (њем. Mertesheim) општина је у њемачкој савезној држави Рајна-Палатинат. Једно је од 48 општинских средишта округа Бад Диркхајм. Према процјени из 2010. у општини је живјело 396 становника. Посједује регионалну шифру (AGS) 7332036.

## Географски и демографски подаци
Мертесхајм се налази у савезној држави Рајна-Палатинат у округу Бад Диркхајм. Општина се налази на надморској висини од 201 метра. Површина општине износи 2,2 km². У самом мјесту је, према процјени из 2010. године, живјело 396 становника. Просјечна густина становништва износи 180 становника/km².